# Gorgonocephalus
Gorgonocephalus is een geslacht van slangsterren uit de familie Gorgonocephalidae. De wetenschappelijke naam van het geslacht werd in 1815 voorgesteld door William Elford Leach om Asterias caputmedusae Linnaeus, 1758 in een eigen geslacht te kunnen plaatsen.

## Soorten
- Gorgonocephalus arcticus Leach, 1819
- Gorgonocephalus caputmedusae (Linnaeus, 1758)
- Gorgonocephalus chilensis (Philippi, 1858)
- Gorgonocephalus diomedeae Lütken & Mortensen, 1899
- Gorgonocephalus dolichodactylus Döderlein, 1911
- Gorgonocephalus eucnemis (Müller & Troschel, 1842)
- Gorgonocephalus lamarckii (Müller & Troschel, 1842)
- Gorgonocephalus pustulatus (H.L. Clark, 1916)
- Gorgonocephalus sundanus Döderlein, 1927
- Gorgonocephalus tuberosus Döderlein, 1902